# Parafia Świętych Piotra i Pawła w Wilnie
Parafia Świętych Piotra i Pawła – parafia prawosławna w Wilnie, w eparchii wileńskiej i litewskiej Rosyjskiego Kościoła Prawosławnego. Zarejestrowana w 1947. Liczyła wówczas 350 osób.